# Clarke Glacier (glaciär i Antarktis, lat -68,83, long -66,72)
Clarke Glacier är en glaciär i Antarktis. Den ligger i Västantarktis. Argentina, Chile och Storbritannien gör anspråk på området. Clarke Glacier ligger 590 meter över havet.
Terrängen runt Clarke Glacier är kuperad åt sydväst, men åt nordost är den platt. Trakten är obefolkad. Det finns inga samhällen i närheten.